# Capnella garetti
Capnella garetti är en korallart som beskrevs av Verseveldt 1977. Capnella garetti ingår i släktet Capnella och familjen Nephtheidae. Inga underarter finns listade i Catalogue of Life.